# Стронгсвилл
Стронгсвилл (англ. Strongsville) — город в штате Огайо (США). Находится в округе Кайахога, южный пригород Кливленда. По данным переписи за 2010 год число жителей города составляло 44 750 человек.

## География
По данным Бюро переписи населения США город имеет общую площадь в 63,8 км².

## История
Тауншип Стронгвилл был создан 25 февраля 1818 года, на его территории в 1923 году была основана деревня, которая в 1961 году официально стала городом. Город был назван в честь лидера первой группы поселенцев тауншипа Джона Стаутона Стронга.

## Население
| Год переписи | Нас.  |  | %±     |
| ------------ | ----- |  | ------ |
| 1930         | 1349  |  | —      |
| 1940         | 2216  |  | 64,3%  |
| 1950         | 3504  |  | 58,1%  |
| 1960         | 8504  |  | 142,7% |
| 1970         | 15182 |  | 78,5%  |
| 1980         | 28577 |  | 88,2%  |
| 1990         | 35308 |  | 23,6%  |
| 2000         | 43858 |  | 24,2%  |
| 2010         | 44750 |  | 2%     |
| 2016         | 44631 |  | −0,3%  |

По данным переписи 2010 года население Стронгсвилла составляло 44 750 человек (из них 48,6 % мужчин и 51,4 % женщин), в городе было 17 659 домашних хозяйств и 12 563 семьи. На территории города было расположено 18 476 построек со средней плотностью 289,6 постройки на один квадратный километр суши. Расовый состав: белые — 92,0 %, азиаты — 4,1 %, коренные американцы — 0,1 %.
Население города по возрастному диапазону по данным переписи 2010 года распределилось следующим образом: 23,3 % — жители младше 18 лет, 2,8 % — между 18 и 21 годами, 57,8 % — от 21 до 65 лет и 16,1 % — в возрасте 65 лет и старше. Средний возраст населения — 44,2 лет. На каждые 100 женщин в Стронгсвилле приходилось 94,7 мужчин, при этом на 100 совершеннолетних женщин приходилось уже 92,2 мужчин сопоставимого возраста.
Из 17 659 домашних хозяйств 71,1 % представляли собой семьи: 60,5 % совместно проживающих супружеских пар (24,8 % с детьми младше 18 лет); 7,4 % — женщины, проживающие без мужей и 3,2 % — мужчины, проживающие без жён. 28,9 % не имели семьи. В среднем домашнее хозяйство ведут 2,52 человека, а средний размер семьи — 3,04 человека. В одиночестве проживали 24,9 % населения, 10,9 % составляли одинокие пожилые люди (старше 65 лет).

## Экономика
В 2015 году из 36 481 человек старше 16 лет имели работу 22 993. При этом мужчины имели медианный доход в 69 473 долларов США в год против 49 692 долларов среднегодового дохода у женщин. В 2014 году медианный доход на семью оценивался в 101 559 $, на домашнее хозяйство — в 80 555 $. Доход на душу населения — 39 771 $ в год.